# Włodzimierz Dobromilski
Włodzimierz Dobromilski (ur. 11 sierpnia 1933  w Samborze, zm. 30 kwietnia 1993 w Szczecinie) – polski aktor-lalkarz, reżyser, dyrektor i kierownik artystyczny Teatru Lalek „Pleciuga” w Szczecinie, pedagog

## Życiorys
Urodził się 11 sierpnia 1933 roku w Samborze (obecnie na Ukrainie). Po wojnie wraz z rodziną (ojciec Jan, brat Roman, siostra Maria) został repatriowany na Ziemie Zachodnie. W latach czterdziestych uczęszczał do Szkoły Podstawowej nr 1 w Gryfinie. Szkołę średnią ukończył w 1950 roku. W latach 1950–1953 studiował w Państwowej Szkole dla Instruktorów Teatrów Ochotniczych w Poznaniu. W latach 1951–1953 był aktorem w teatrze Młodego Widza w Poznaniu. W 1959 roku zdał eksternistyczny egzamin aktorski, a w 1962 egzamin reżyserski.
W 1955 roku, po odbyciu służby wojskowej, związał się ze Szczecinem. W sezonie artystycznym 1955/56 został aktorem (od 15 września) Teatru Lalek „Rusałka”. Od listopada 1957 roku, po zmianie nazwy „Rusałki”, był aktorem i kierownikiem literackim Teatru Lalek „Pleciuga”. Jako reżyser udanie zadebiutował w 1960 roku Słoniątkiem Jana Grabowskiego. Spektakl ten grany był ponad 100 razy. Prowadził także zajęcia teoretyczne i praktyczne na kursach dla instruktorów amatorskich zespołów lalkarskich organizowanych przez Wojewódzki Dom Kultury w Szczecinie.
W latach 1967–1973 pracował na Dolnym Śląsku. Reżyserował w jednym z najciekawszych i najbardziej twórczych polskich teatrów lalkowych – we Wrocławiu, a także w teatrze lalek w Wałbrzychu. Równocześnie był wykładowcą Wydziału Lalkarskiego we wrocławskiej filii Wyższej Szkoły Teatralnej w Krakowie. Razem ze studentami przygotowywał przedstawienia dyplomowe.
W 1974 roku powrócił do Szczecina. Powołany na dyrektora naczelnego i artystycznego Teatru Lalek „Pleciuga”, prowadził tę scenę od 2 stycznia 1974 aż do przedwczesnej śmierci. Najczęściej sięgał do sprawdzonego repertuaru, z czytelnym i wyrazistym dla dzieci przesłaniem. Łącznie zrealizował kilkadziesiąt sztuk (także poza Szczecinem) dla młodych widzów, z których wiele zaadaptowano na potrzeby telewizji. Pod jego kierownictwem teatr „Pleciuga” rozwinął się, znacznie podniósł swą rangę artystyczną oraz zyskał uznanie w Polsce i poza jej granicami (m.in. Spowiedź w drewnie, Żywoty świętych). Bardzo blisko współpracował ze Szpitalem Dziecięcym przy ul. Św. Wojciecha w Szczecinie, gdzie Teatr Lalek „Pleciuga” wystawiał specjalnie zaadaptowane przedstawienia dla często ciężko chorych dzieci. W uznaniu tych zasług, na wniosek najmłodszych widzów uhonorowany został najwyższym dziecięcym odznaczeniem, Orderem Uśmiechu. Oprócz tradycyjnych widowisk dla dzieci, reżyserował i wystawiał także współczesne dramaty. W październiku 1975 roku obchodził w Szczecinie potrójny jubileusz – dwudziestopięciolecia pracy twórczej, piętnastolecia pracy reżyserskiej oraz pięćdziesiątego wyreżyserowanego spektaklu, Żołnierza i Biedy.
Obok działalności w teatrach lalek, blisko współpracował również z amatorskim i studenckim ruchem artystycznym Szczecina. Od 1956 roku był aktorem i reżyserem studenckiego teatrzyku „Skrzat”.
Zmarł nagle 30 kwietnia 1993 w Szczecinie. Został pochowany 10 maja na cmentarzu Centralnym (kw. 43A-2-20).

## Twórczość teatralna i działalność estradowa (Szczecin)
| Tytuł                                                                                       | Autor                                            | Reżyseria                                     | Forma twórczości                         | Postać                   | Teatr                                                                              | Data premiery        |
| ------------------------------------------------------------------------------------------- | ------------------------------------------------ | --------------------------------------------- | ---------------------------------------- | ------------------------ | ---------------------------------------------------------------------------------- | -------------------- |
| O Janku, co psom szył buty                                                                  | Krystyna Berwińska wg Juliusza Słowackiego       | Jerzy Borowski                                | obsada aktorska                          | Nauczyciel               | Teatr Lalek „Rusałka”                                                              | 30 października 1955 |
| O Słoniu Trąbalskim i Papużce Tralalużce                                                    | inscenizacja bajek Juliana Tuwima                | Aleksander Fogiel                             | obsada aktorska                          |                          | Teatr Lalek „Rusałka”                                                              | 25 grudnia 1955      |
| Osiem lalek i jeden miś                                                                     | Irena Jurgielewiczowa                            | Wela Lam                                      | obsada aktorska                          |                          | Teatr Lalek „Rusałka”                                                              | 19 lutego 1956       |
| Lampa Aladyna (Baśń Szeherezady)                                                            | Janusz Makarczyk, Henryk Ryl                     | Aleksander Fogiel                             | obsada aktorska                          |                          | Teatr Lalek „Rusałka”                                                              | 19 maja 1956         |
| Awantura w czapce – impreza noworoczna                                                      | Melania Karwatowa (scenariusz)                   | Melania Karwatowa                             | obsada aktorska                          |                          | Teatr Lalek „Rusałka”                                                              | 27 grudnia 1956      |
| Baśń o zaklętym kaczorze                                                                    | Maria Kann                                       | Ewa Kołogórska                                | obsada aktorska                          | Księżyc                  | Teatr Lalek „Rusałka”                                                              | 21 stycznia 1957     |
| Książę i żebrak                                                                             | Mark Twain                                       | Wela Lam                                      | obsada aktorska                          | Hertford                 | Teatr Lalek „Rusałka”                                                              | 28 lutego 1957       |
| Bajka o psotnym Straszydlaczku                                                              | Ela Zemek (Melania Karwatowa)                    | Melania Karwatowa                             | obsada aktorska                          |                          | Teatr Lalek „Rusałka”                                                              | 2 maja 1957          |
| Koziołeczek                                                                                 | Janina Porazińska                                | Melania Karwatowa                             | obsada aktorska                          |                          | Teatr Lalek „Rusałka”                                                              | 3 września 1957      |
| O piesku, co był szczotką                                                                   | Jerzy Zaborowski                                 | Melania Karwatowa                             | obsada aktorska                          |                          | Teatr Lalek „Rusałka”                                                              | 3 września 1957      |
| Czupurek i Czupurka                                                                         | Ewa Laue                                         | Melania Karwatowa                             | obsada aktorska                          | Lis                      | Teatr Lalek „Pleciuga”                                                             | 21 grudnia 1957      |
| Kolęda marszowa                                                                             | Jan Wilkowski                                    | Melania Karwatowa                             | obsada aktorska                          | Święty Mikołaj           | Teatr Lalek „Pleciuga”                                                             | 21 grudnia 1957      |
| Żart olszowiecki                                                                            | Hanna Januszewska                                | Ewa Kołogórska, Melania Karwatowa             | obsada aktorska                          | Jan III Sobieski; Kaczor | Teatr Lalek „Pleciuga”                                                             | 15 marca 1958        |
| Biedulka                                                                                    | Anna Świrszczyńska                               | Jan Dorman                                    | obsada aktorska                          |                          | Teatr Lalek „Pleciuga”                                                             | 31 maja 1958         |
| Awantura w Pacynkowie                                                                       | Jiří Pehr                                        | Jan Dorman                                    | obsada aktorska                          | Strażak                  | Teatr Lalek „Pleciuga”                                                             | 31 sierpnia 1958     |
| Wynalazek profesora Orzeszka                                                                | Zofia Nawrocka                                   | Maryla Kędra                                  | obsada aktorska                          | Prof. Orzeszek           | Teatr Lalek „Pleciuga”                                                             | 15 listopada 1958    |
| Śpiewka spod drzewka                                                                        | Maryla Kędra                                     | Maryla Kędra                                  | obsada aktorska                          | Członek Zespołu III      | Teatr Lalek „Pleciuga”                                                             | 20 grudnia 1958      |
| Dzikie łabędzie                                                                             | Kazimiera Jeżewska wg Hansa Christiana Andersena | Maryla Kędra                                  | obsada aktorska                          | Brat                     | Teatr Lalek „Pleciuga”                                                             | 22 lutego 1959       |
| Zmruż oczko                                                                                 | Janina Morawska wg Hansa Christiana Andersena    | Jan Dorman                                    | obsada aktorska                          |                          | Teatr Lalek „Pleciuga”                                                             | 10 października 1959 |
| Frantik, skarb i piraci                                                                     | Tadeusz Żerowski wg Franciszka Pilarza           | Maryla Kędra                                  | obsada aktorska                          |                          | Teatr Lalek „Pleciuga”                                                             | 10 kwietnia 1960     |
| Koncert Galowy Studenckich Zespołów Artystycznych z okazji XV rocznicy wyzwolenia Szczecina | różni autorzy                                    | Włodzimierz Dobromilski, Andrzej Androchowicz | reżyseria                                |                          | studenckie zespoły artystyczne (występy w Sali Bogusława Zamku Książąt Pomorskich) | 29 kwietnia 1960     |
| Tu do niczego się nie zmusza                                                                | różni autorzy                                    | Włodzimierz Dobromilski                       | autor tekstu, reżyseria, obsada aktorska |                          | Studencki Teatrzyk Satyryczny „Skrzat”                                             | maj 1960             |
| Słoniątko                                                                                   | Jan Grabowski                                    | Włodzimierz Dobromilski                       | reżyseria                                |                          | Teatr Lalek „Pleciuga”                                                             | 10 września 1960     |
| Orzeszek                                                                                    | Maria Kownacka                                   | Julianna Całkowa                              | obsada aktorska                          |                          | Teatr Lalek „Pleciuga”                                                             | 10 grudnia 1960      |
| Kolorowe ptaki                                                                              | Jadwiga Morawska, Irena Pikiel                   | Włodzimierz Dobromilski                       | reżyseria                                |                          | Teatr Lalek „Pleciuga”                                                             | 1 czerwca 1961       |
| Marcelianek Majster Klepka                                                                  | Stefan Themerson                                 | Włodzimierz Dobromilski                       | reżyseria, obsada aktorska               |                          | Teatr Lalek „Pleciuga”                                                             | 5 maja 1962          |
| Tomek w krainie dziwów                                                                      | Krzysztof Orski                                  | Włodzimierz Dobromilski                       | reżyseria                                |                          | Teatr Lalek „Pleciuga”                                                             | 14 września 1962     |
| Wesoły listonosz                                                                            | Jadwiga Morawska                                 | Włodzimierz Dobromilski                       | reżyseria                                |                          | Teatr Lalek „Pleciuga”                                                             | 11 stycznia 1963     |
| Baśń o zmarnowanym czasie                                                                   | Eugeniusz Szwarc                                 | Włodzimierz Dobromilski                       | reżyseria                                |                          | Teatr Lalek „Pleciuga”                                                             | 1 czerwca 1963       |
| Guignol w tarapatach                                                                        | Leon Moszczyński, Jan Wilkowski                  | Włodzimierz Dobromilski                       | reżyseria, obsada aktorska               |                          | Teatr Lalek „Pleciuga”                                                             | 12 listopada 1963    |
| Misie Ptysie                                                                                | Zbigniew Poprawski                               | Włodzimierz Dobromilski                       | reżyseria                                |                          | Teatr Lalek „Pleciuga”                                                             | 9 lutego 1964        |
| Awantura w teatrze                                                                          | Katarzyna Borysowa                               | Włodzimierz Dobromilski                       | reżyseria                                |                          | Teatr Lalek „Pleciuga”                                                             | 21 listopada 1964    |
| Niebieski Piesek                                                                            | Gyula Urban                                      | Włodzimierz Dobromilski                       | reżyseria                                |                          | Teatr Lalek „Pleciuga”                                                             | 13 czerwca 1965      |
| Nowe przygody Guignola                                                                      | Jan Ośnica                                       | Włodzimierz Dobromilski                       | reżyseria                                |                          | Teatr Lalek „Pleciuga”                                                             | 29 grudnia 1965      |
| Smocza legenda                                                                              | Hanna Januszewska                                | Włodzimierz Dobromilski                       | reżyseria                                |                          | Teatr Lalek „Pleciuga”                                                             | 23 lipca 1966        |
| Zimowa przygoda                                                                             | Krzysztof Orski                                  | Włodzimierz Dobromilski                       | reżyseria                                |                          | Teatr Lalek „Pleciuga”                                                             | 14 listopada 1966    |
| Kotek Protek                                                                                | Zbigniew Poprawski                               | Włodzimierz Dobromilski                       | reżyseria                                |                          | Teatr Lalek „Pleciuga”                                                             | 5 kwietnia 1967      |
| Kraina lalek                                                                                | Eugeniusz Szwarc                                 | Włodzimierz Dobromilski                       | reżyseria                                |                          | Teatr Lalek „Pleciuga”                                                             | 15 października 1967 |
| Kopciuszek                                                                                  | Eugeniusz Szwarc                                 | Włodzimierz Dobromilski                       | reżyseria                                |                          | Teatr Lalek „Pleciuga”                                                             | 20 października 1974 |
| Kot w walizce                                                                               | Genadyj Cyfierow, Henryk Sapgir                  | Włodzimierz Dobromilski                       | reżyseria                                |                          | Teatr Lalek „Pleciuga”                                                             | 12 stycznia 1975     |
| Żołnierz i Bieda                                                                            | Samuel Marszak                                   | Włodzimierz Dobromilski                       | reżyseria                                |                          | Teatr Lalek „Pleciuga”                                                             | 19 października 1975 |
| O Kasi, co gąski zgubiła                                                                    | Maria Kownacka                                   | Włodzimierz Dobromilski                       | reżyseria                                |                          | Teatr Lalek „Pleciuga”                                                             | 9 grudnia 1976       |
| Baśń o zaklętym kaczorze                                                                    | Maria Kann                                       | Włodzimierz Dobromilski                       | reżyseria                                |                          | Teatr Lalek „Pleciuga”                                                             | 26 grudnia 1977      |
| Królewna i echo                                                                             | Vlasta Pospisilova                               | Włodzimierz Dobromilski                       | reżyseria                                |                          | Teatr Lalek „Pleciuga”                                                             | 1 października 1978  |
| Złoty klucz (O chłopie, co wszystkich zwodził)                                              | Jan Ośnica                                       | Włodzimierz Dobromilski                       | reżyseria, obsada aktorska               |                          | Teatr Lalek „Pleciuga”                                                             | 26 marca 1979        |
| Bajka o Emilu                                                                               | Borys Sudaruszkin                                | Włodzimierz Dobromilski                       | reżyseria                                |                          | Teatr Lalek „Pleciuga”                                                             | 11 października 1980 |
| Bułanek                                                                                     | Henryk Sapgir                                    | Włodzimierz Dobromilski                       | reżyseria                                |                          | Teatr Lalek „Pleciuga”                                                             | 27 marca 1982        |
| Kopciuszek                                                                                  | Eugeniusz Szwarc                                 | Włodzimierz Dobromilski                       | reżyseria                                |                          | Teatr Lalek „Pleciuga”                                                             | 28 października 1984 |
| Wyspa kapitanów                                                                             | Zofia Prokofiewa, Henryk Sapgir                  | Włodzimierz Dobromilski                       | reżyseria                                |                          | Teatr Lalek „Pleciuga”                                                             | 25 stycznia 1986     |
| Pożarcie królewny Bluetki                                                                   | Maciej Wojtyszko                                 | Włodzimierz Dobromilski                       | reżyseria, obsada aktorska (głos)        |                          | Teatr Lalek „Pleciuga”                                                             | 10 kwietnia 1988     |
| Wakacje smoka Bonawentury                                                                   | Maciej Wojtyszko                                 | Włodzimierz Dobromilski                       | reżyseria                                |                          | Teatr Lalek „Pleciuga”                                                             | 7 kwietnia 1990      |
| Trzymaj się, Pietrek                                                                        | Hanna Januszewska                                | Włodzimierz Dobromilski                       | reżyseria                                |                          | Teatr Lalek „Pleciuga”                                                             | 14 września 1991     |
| Tygrysek i piraci                                                                           | Hanna Januszewska                                | Włodzimierz Dobromilski                       | reżyseria                                |                          | Teatr Lalek „Pleciuga”                                                             | 30 maja 1992         |
| Niebieski piesek                                                                            | Gyula Urban                                      | Włodzimierz Dobromilski                       | reżyseria                                |                          | Teatr Lalek „Pleciuga”                                                             | 17 kwietnia 1993     |

| Rok  | Tytuł                    | Autor              | Realizacja TV       | Data emisji     |
| ---- | ------------------------ | ------------------ | ------------------- | --------------- |
| 1964 | Misie Ptysie             | Zbigniew Poprawski |                     | 9 lutego 1964   |
| 1965 | Awantura w teatrze       | Katarzyna Borysowa |                     | 1965            |
| 1966 | Smocza legenda           | Hanna Januszewska  |                     | 1966            |
| 1966 | Pleciugowe piosenki      | różni autorzy      | Juliusz Burski      | 1966            |
| 1967 | Zimowa przygoda          | Krzysztof Orski    | Krystian Woźniewicz | 25 grudnia 1967 |
| 1968 | Kraina lalek             | Eugeniusz Szwarc   | Krystian Woźniewicz | 7 lipca 1968    |
| 1978 | O Kasi, co gąski zgubiła | Maria Kownacka     |                     | 1978            |
| 1981 | Bajka o Emilu            | Borys Szudaruszkin |                     | 1981            |
| 1984 | Bułanek                  | Henryk Sapgir      |                     | 1984            |
| 1985 | O Kasi, co gąski zgubiła | Maria Kownacka     |                     | 1985            |
| 1985 | Kopciuszek               | Eugeniusz Szwarc   |                     | 1985            |

## Nagrody
- 1960 – III miejsce dla STS „Skrzat” oraz nagroda Ministra Kultury i Sztuki za program Tu do niczego się nie zmusza na Festiwalu Kulturalnym Studentów Ziem Zachodnich we Wrocławiu
- 1964 – II nagroda dla widowiska Awantura w teatrze lalek E. Borysowej w Państwowym Teatrze Lalek w Wałbrzychu oraz I nagroda za reżyserię na II Ogólnopolskim Festiwalu Teatrów Lalek  w Opolu
- 1965 – nagroda za reżyserię przedstawienia Niebieski piesek na Ogólnopolskim Konkursie Małoobsadowych Przedstawień w Teatrach Lalek w Warszawie
- 1967 – I nagroda dla spektaklu oraz II nagroda za inscenizację i reżyserię przedstawienia O chłopie, co wszystkich zwodził J. Ośnicy w Państwowym Teatrze Lalek w Wałbrzychu na III Ogólnopolskim Festiwalu Teatrów Lalek w Opolu
- 1974 – nagroda Prezesa Rady Ministrów PRL za twórczość artystyczną w dziedzinie teatru lalek
- 1976 – nagroda wojewódzka „za liczące się w całym kraju osiągnięcia artystyczne teatru i pozyskiwanie coraz to nowych kręgów młodych widzów”
- 1978 – nagroda Wojewody Szczecińskiego „za całokształt osiągnięć artystycznych i wzorowe kierowanie pracą zasłużonej dla regionu szczecińskiego placówki kulturalnej”
- 1983 – nagroda artystyczna Wojewody Szczecińskiego „za wysokie walory artystyczne i wychowawcze reżyserowanych przedstawień”

## Odznaczenia
- 1963 – Srebrna Odznaka Honorowa Gryfa Pomorskiego
- 1964 – Srebrny Krzyż Zasługi
- 1978 – Order Cyryla i Metodego II st. przyznany przez Radę Państwa Ludowej Republiki Bułgarii „za zasługi dla rozwoju polsko-bułgarskich stosunków kulturalnych"
- 1979 – Krzyż Kawalerski Orderu Odrodzenia Polski
- 1983 – Order Uśmiechu
- 1984 – Medal 40-lecia Polski Ludowej[1]
- 1985 – Medal 40-lecia Polski Ludowej

### Inne źródła
- Materiały ze zbiorów Instytutu Teatralnego im. Zbigniewa Raszewskiego w Warszawie i ze zbiorów Andrzeja Androchowicza